# MLL
La histona-lisina N-metiltransferasa HRX (MLL) es una enzima codificada en humanos por el gen MLL.
MLL es una histona metiltransferasa considerada como un regulador global positivo de la transcripción genética. Esta proteína pertenece al grupo de las enzimas modificadoras de histonas y está implicada en el mantenimiento de las modificaciones epigenéticas de la memoria transcripcional y la patogénesis de la leucemia humana.
MLL también podría participar en la regulación negativa de GAD67 en pacientes con esquizofrenia.

## Interacciones
La proteína MLL ha demostrado ser capaz de interaccionar con:
- HDAC1[4]
- PPP1R15A[5]
- HCFC1[6]
- MEN1[6]
- RBBP5[6]
- ASH2L[6]
- CREBBP[7][8]
- WDR5[6]
- CTBP1[4]
- PPIE[9]